# Артезианские воды

Схема артезианской скважины

Артезиа́нские во́ды (от Artesium, латинского названия французской провинции Артуа, где эти воды использовались с XII века) — напорные подземные воды, заключённые в водоносных пластах горных пород между водоупорными слоями. Обычно встречаются в пределах определённых геологических структур (впадин, мульд, флексур и др.), образуя артезианские бассейны. При вскрытии буровой скважиной или шурфом артезианские воды поднимаются выше кровли водоносного пласта, иногда фонтанируют. Источники артезианского типа относятся к важнейшим полезным ископаемым.
Обычно залегают на глубине от 100 до 1000 метров.